# Тиендзин
Тиендзин (на китайски 天津; пинин: Tiānjīn, понякога изписван неправилно по руски образец като Тянцзин) е един от четирите градове-провинции в Китайската народна република. Като такъв, той има статут на провинция и е подчинен пряко на централното правителство. Градската агломерация на Тиендзин е третата най-голяма в Китай, след Шанхай и Пекин.
Град Тиендзин е разположен около реката Хайхъ. Неговите пристанища са отдалечени и се намират на брега на Бохайския залив. Тиендзинският муниципалитет граничи с провинция Хъбей на север, юг и запад, с Пекинския муниципалитет на северозапад и с Тихия океан (Бохайския залив) на изток.
Преди 1404 година, когато настоящото му име е дадено от император Йонлъ, Тиендзин се нарича Джъгу (Zhigu). Днешното му име буквално означава „Небесен брод“, като това произтича от обстоятелството, че императорът (Син на Небето) преминава през реката през мястото, където се намира градът, преди да завземе със сила престола от своя племенник.
Статутът на муниципалитет е даден на Тиендзин през 1927 година. Този статут се запазва и след превземането на града от армията на Китайската комунистическа партия на 15 януари 1949, като единственото изключение е периодът между 1958 и 1967, когато градът става част от провинция Хъбей и същевременно неин административен център.
През 1976 Таншанското земетресение, считано за най-смъртоносното в съвременната история с общо 240 хиляди жертви, убива почти 24 хиляди от жителите на града и причинява тежки материални щети.
След като Китай започва да се отваря към края на 70-те години на 20 век, Тиендзин търпи бърз икономически растеж, макар понастоящем да изостава в това отношение от Шанхай, Пекин и Гуанджоу.
Най-развитият и бързорастящ сектор на икономиката на Тиендзин е индустриалният, който съставлява 53,2% от нея. Водещи подотрасли са нефтохимическата и текстилната индустрия, автомобилостроенето, машиностроенето и металургията. На територията на муниципалитета има важни петролни залежи и солници.
Сред най-важните земеделски култури, отглеждани в Тиендзин, са пшеницата, оризът и царевицата, като обработваемите площи заемат 40% от територията на муниципалитета. Важен отрасъл в крайбрежните райони е риболовът.
Населението на Тиендзин към 2016 г. е 15 621 200 жители. Мнозинството от жителите (97,3% към 2000 г.) са хански китайци; сред представените малцинства присъстват хуейци (1,75%), манджурци (0,57%), монголци (0,12%), корейци (0,11%) и други.
В градската част на Тиендзин широко разпространен е тиендзинският диалект. Въпреки близостта със столицата Пекин той се различава значително от пекинския диалект, върху който се основава официалният език на КНР.

## Побратимени градове
- Област Пловдив, България от 1989 г.
- Саарланд, Германия, от 1994 г.
- Ломбардия (Милано), Италия от 1985 г.
- Турку, Финландия, от 2000 г.
- Нор-Па дьо Кале, Франция, от 2004 г.